# بيتوليو غونزاليس
بيتوليو غونزاليس (بالإسبانية: Betulio González)‏ مواليد 24 أكتوبر 1949 في ماراكايبو، فنزويلا، هو ملاكم فنزويلي يصنف ضمن فئة وزن الذبابة. حقق بطولة المجلس العالمي للملاكمة.

## روابط خارجية
- بيتوليو غونزاليس على موقع بوكس ريك (الإنجليزية) (registration required)